# Лобаце
Лобаце (англ. Lobatse) — місто в Південно-Східному окрузі Ботсвани.

## Загальна інформація
Розташовується в південній частині округу, за 70 км на південь від столиці країни, міста Габороне, на висоті 1 188 м над рівнем моря.
У Лобаце розміщується верховний суд Ботсвани, а також штаб-квартира геологічної служби країни та психіатрична лікарня Лобаце (єдина в Ботсвані). Розвинена м'ясна промисловість. Є аеропорт.

## Клімат
Місто знаходиться у зоні, котра характеризується кліматом помірних степів. Найтепліший місяць — січень із середньою температурою 24.7 °C (76.5 °F). Найхолодніший місяць — червень, із середньою температурою 12.6 °С (54.7 °F).
| Клімат Лобаце           | Клімат Лобаце | Клімат Лобаце | Клімат Лобаце | Клімат Лобаце | Клімат Лобаце | Клімат Лобаце | Клімат Лобаце | Клімат Лобаце | Клімат Лобаце | Клімат Лобаце | Клімат Лобаце | Клімат Лобаце | Клімат Лобаце |
| Показник                | Січ.          | Лют.          | Бер.          | Квіт.         | Трав.         | Черв.         | Лип.          | Серп.         | Вер.          | Жовт.         | Лист.         | Груд.         | Рік           |
| Середній максимум, °C   | 31,5          | 29,8          | 29,4          | 26,2          | 24,1          | 20,7          | 21,6          | 24,5          | 27,4          | 29,2          | 30,5          | 31            | 27,2          |
| Середня температура, °C | 24,7          | 23,6          | 22,5          | 19,2          | 16            | 12,6          | 12,9          | 15,7          | 19,2          | 21,8          | 23,2          | 24,1          | 19,6          |
| Середній мінімум, °C    | 18,5          | 17,6          | 16,1          | 12,6          | 8,1           | 4,3           | 4,6           | 7,1           | 11,3          | 14,7          | 16,6          | 17,5          | 12,4          |
| Норма опадів, мм        | 105.5         | 85.8          | 71.1          | 50.5          | 13            | 5.7           | 3.8           | 4.3           | 16.8          | 44.2          | 68.1          | 82.2          | 551           |
| Днів з опадами          | 9,9           | 8,5           | 6,7           | 6,2           | 1,5           | 0,9           | 0,3           | 0,6           | 2,3           | 5,7           | 7,3           | 7,8           | 57,7          |
| Вологість повітря, %    | 62.5          | 66.1          | 66.9          | 68.2          | 64.3          | 62            | 58.6          | 52.7          | 47.5          | 50.9          | 56.8          | 58.9          | 59.6          |
| ----------------------- | ------------- | ------------- | ------------- | ------------- | ------------- | ------------- | ------------- | ------------- | ------------- | ------------- | ------------- | ------------- | ------------- |
| Джерело: Weatherbase    |               |               |               |               |               |               |               |               |               |               |               |               |               |

## Населення
За даними перепису 2011 року населення міста складає 29 032 чоловік.
 Динаміка чисельності населення міста за роками: 
| 1981   | 1991   | 2001   | 2011   | 2013   |
| ------ | ------ | ------ | ------ | ------ |
| 19 034 | 26 052 | 29 689 | 29 032 | 28 906 |